# Black Angelika

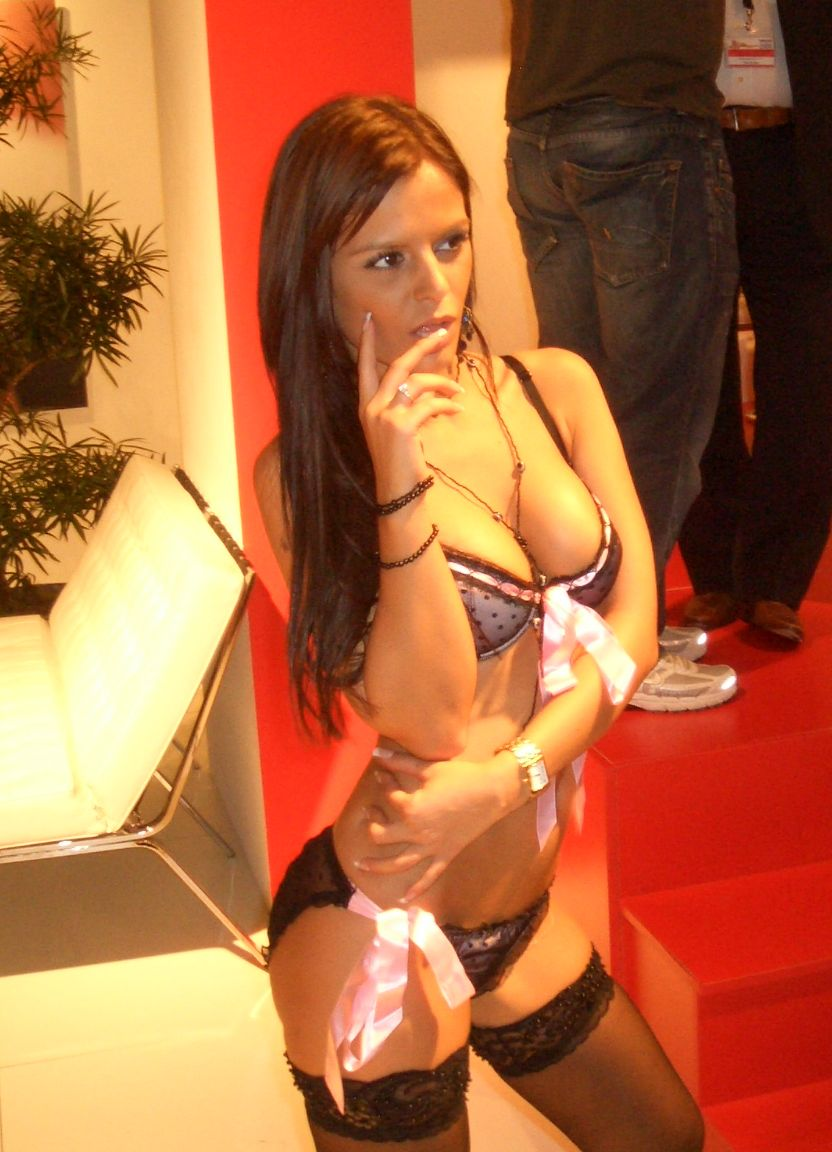
Black Angelika auf der Venus Berlin, 2008

Black Angelika (* 25. Oktober 1987) ist eine rumänische Pornodarstellerin.

## Leben
Black Angelika begann ihre Karriere im Jahr 2006 und hat seitdem laut IAFD in 243 Filmen mitgespielt.
Ihre Künstlernamen sind unter anderen Angelika Black, Black Angelica, Angelina Black. 
Angelika konnte 2009 den europäischen Pornofilmpreis Hot d’Or in der Kategorie Best European Starlet gewinnen. Sie spielte in verschiedenen Filmen von Private mit.

## Filmografie (Auswahl)
- 2007: Slutty and Sluttier 4
- 2007: Lesbian Secrets - No Boys Allowed
- 2007: Ass Traffic 3
- 2008: No Boyz No Toyz 2
- 2009: Fresh on Cock: Abbie Cat vs. Angelica Heart
- 2009: Lesbian Encounters
- 2010: Naughty Spanish Maids
- 2010: Sex & Erotik Kino - French Kiss
- 2010: All Internal 12 & 14
- 2011: Perfect Angels
- 2012: Sexual Harassment

## Auszeichnungen
- 2009: Hot d’Or als Best European Starlet
- 2010: Erotixxx Award als Best European Actress